# Club de Gimnasia y Tiro de Salta
El Club de Gimnasia y Tiro de Salta és un club de futbol argentí de la ciutat de Salta, a la província de Salta. El club va ser fundat el 29 de novembre de 1902 amb el nom de Club Atlético Salteño, essent el degà de la seva província. Ingressà al Campionat de Salta de futbol que ha guanyat en dinou ocasions (1937, 1939, 1942, 1943, 1945, 1947, 1948, 1950, 1951, 1952, 1958, 1960, 1977, 1980, 1984, 1989, 1990, 1998, 2008) i la Copa Confraternidad Salta-Jujuy (1991):
Juga a l'estadi Gigante del Norte, també anomenat Monumental de la Vicente López, que té una capacitat per a 32.300 espectadors, i és entre els carrers Leguizamón, Vicente López, Entre Ríos i Virrey Toledo. Va ser inaugurat el 20 d'abril de 1994 amb un partit de preparació per al Mundial de 1994 entre Argentina i el Marroc.